# Chrono Kristin Armstrong 2018 (course féminine)
La 1re édition du Chrono Kristin Armstrong a eu lieu le 13 juillet 2018. La course fait partie du calendrier international féminin UCI 2018 en catégorie 1.2. Elle est remportée par l'Américaine Amber Neben.

## Classements

### Classement final
| \| Classement général \| Classement général \| Classement général \| Classement général \| Classement général \| \| Coureuse \| Coureuse \| Pays \| Équipe \| Temps \| \| ------------------ \| ------------------ \| ------------------ \| ----------------------- \| ------------------ \| \| 1re \| Amber Neben \| États-Unis \| \| 32 min 59 s \| \| 2e \| Chloé Dygert \| États-Unis \| Sho-Air Twenty20 \| + 8 s \| \| 3e \| Jasmin Duehring \| Canada \| Sho-Air Twenty20 \| + 1 min 52 s \| \| 4e \| Allison Atkinson \| États-Unis \| \| + 1 min 56 s \| \| 5e \| Julie Emmerman \| États-Unis \| \| + 1 min 57 s \| \| 6e \| Beth Ann Orton \| États-Unis \| \| + 2 min 07 s \| \| 7e \| Kelly Catlin \| États-Unis \| Rally Cycling \| + 2 min 11 s \| \| 8e \| Emma White \| États-Unis \| Rally Cycling \| + 2 min 18 s \| \| 9e \| Jennifer Luebke \| États-Unis \| Hagens Berman-Supermint \| + 2 min 22 s \| \| 10e \| Sara Youmans \| États-Unis \| \| + 2 min 43 s \| |                  |            |                         |              |
| |                  |            |                         |              |
| Source : ProCyclingStats |                  |            |                         |              |
| Classement général |                  |            |                         |              |
| Coureuse | Coureuse         | Pays       | Équipe                  | Temps        |
| 1re | Amber Neben      | États-Unis |                         | 32 min 59 s  |
| 2e | Chloé Dygert     | États-Unis | Sho-Air Twenty20        | + 8 s        |
| 3e | Jasmin Duehring  | Canada     | Sho-Air Twenty20        | + 1 min 52 s |
| 4e | Allison Atkinson | États-Unis |                         | + 1 min 56 s |
| 5e | Julie Emmerman   | États-Unis |                         | + 1 min 57 s |
| 6e | Beth Ann Orton   | États-Unis |                         | + 2 min 07 s |
| 7e | Kelly Catlin     | États-Unis | Rally Cycling           | + 2 min 11 s |
| 8e | Emma White       | États-Unis | Rally Cycling           | + 2 min 18 s |
| 9e | Jennifer Luebke  | États-Unis | Hagens Berman-Supermint | + 2 min 22 s |
| 10e | Sara Youmans     | États-Unis |                         | + 2 min 43 s |

### Points UCI
| Position           | 1er | 2e | 3e | 4e | 5e | 6e | 7e | 8e à 10e |
| Classement général | 40  | 30 | 25 | 20 | 15 | 10 | 5  | 3        |